# Eriçó de pit blanc septentrional
L'eriçó de pit blanc septentrional (Erinaceus roumanicus) és una espècie d'eriçó. Durant molt de temps es considerà que formava part de la mateixa espècie que l'eriçó comú. Posteriorment se'l reclassificà dins la mateixa espècie que l'eriçó fosc oriental, però finalment se li atribuí la seva pròpia espècie. La seva distribució s'estén per tot Europa oriental (incloent-hi les illes de l'Adriàtic), Ucraïna, Rússia, el nord del Caucas i Sibèria occidental.